# Андрей Мягков
Андрей Василиевич Мягков (на руски: Андрей Васильевич Мягков) е съветски и руски театрален, филмов и озвучаващ актьор, театрален режисьор, писател. Народен артист на РСФСР (1986), лауреат на Държавната награда на СССР (1977) и Държавната награда на РСФСР (1979).
Влиза в историята на руското изкуство като "главния интелектуален актьор на епохата", един от изключителните филмови актьори на 20 век.

## Биография
Андрей Мягков е роден на 8 юли 1938 г. в Ленинград.
Негов баща е Василий Дмитриевич Мягков (1908-1978), кандидат на техническите науки, доцент в Технологичния институт. Майка - Зинаида Александровна Мягкова (1913-1989), машинен инженер, работила в Ленинградския полиграфически колеж от 1946 до 1968 г. Сестра - Татяна Василиевна Мягкова (родена 1936 г.).
По настояване на баща си Андрей завършва Ленинградския технологичен институт (сега Санкт-Петербургски държавен технологичен институт), работи за кратко в Института по пластмаси. В аматьорския спектакъл „Горска песен“ той е забелязан от един от преподавателите на Московското училище за художествен театър, който го кани да опита силите си в тях.
През 1965 г. завършва успешно (курса на В. П. Марков) и едновременно с това става актьор в театър „Съвременник“.
Той беше против политиката на Владимир Путин спрямо Украйна и се обяви против присъединяването на Крим към Русия, като казва: „Я желаю всем украинцам, и с той, и с другой стороны стоящим, только мира. Для этого нужны воля, ум, выдержка и любовь к ближнему своему. Я желаю и даже прошу, умоляю решить всё мирным путем. Умоляю.“
Умира в Москва на 83-годишна възраст на 18 февруари 2021 г. Причината за смъртта му е остра сърдечна недостатъчност.

## Избрана филмография
| Година | Заглавие на български                             | Оригинално заглавие                | Роля            | Режисьор | Бележки |
| ------ | ------------------------------------------------- | ---------------------------------- | --------------- | -------- | ------- |
| 1975   | „Ирония на съдбата или честита баня“              | Ирония судьбы, или С лёгким паром! | Евгений Лукашин |          |         |
| 1979   | „Гараж“                                           | Гараж                              | Семьон Хвостов  |          |         |
| 1984   | „Жесток романс“                                   | Жестокий романс                    | Юлий Карандишев |          |         |
| 2007   | „Ирония на съдбата или честита баня.Продължение.“ | Ирония судьбы. Продолжение         | Евгений Лукашин |          |         |

## Награди
- „Заслужил артист на РСФСР“ (31 декември 1976 г.) - за заслуги в областта на съветското кино
- Държавна награда на СССР (1977) - за ролята на Лукашин във филма „Иронията на съдбата, или Приятна баня!“
- Държавна награда на РСФСР „Братя Василиеви“ (1979) - за ролята на Новоселцев във филма „Служебен романс“
- „Народен артист на РСФСР“ (5 декември 1986 г.) - за заслуги в областта на съветското театрално изкуство